# Municipio de Lackawannock
El municipio de Lackawannock  (en inglés: Lackawannock Township) es un municipio ubicado en el condado de Mercer en el estado estadounidense de Pensilvania. En el año 2000 tenía una población de 2.561 habitantes y una densidad poblacional de 48.0 personas por km².

## Geografía
El municipio de Lackawannock se encuentra ubicado en las coordenadas 41°12′00″N 80°19′59″O / 41.20000, -80.33306.

## Demografía
Según la Oficina del Censo en 2000 los ingresos medios por hogar en la localidad eran de $35,428 y los ingresos medios por familia eran $40,579. Los hombres tenían unos ingresos medios de $30,430 frente a los $21,341 para las mujeres. La renta per cápita para la localidad era de $15,711. Alrededor del 13,1% de la población estaban por debajo del umbral de pobreza.